# Amblycerus obscurus
Amblycerus obscurus är en skalbaggsart som först beskrevs av Sharp 1885.  Amblycerus obscurus ingår i släktet Amblycerus och familjen bladbaggar. Inga underarter finns listade i Catalogue of Life.